# Жидлоховице
Жидлоховице (чеш. Židlochovice), (нем.  Groß Seelowitz) — город Южноморавского края Чехии в историческом регионе Моравия.
Расположен в долине реки Дие (Тайя) в 18 км к югу от Брно и в 196 км к юго-востоку от Праги, на месте слияния рек Литава и Свратка, у подножия высокого холма (355 м).

## История
Археологические раскопки относят возникновение Жидлоховице к раннеславянским временам. Первое письменное упоминание встречается в 1237 году в документе Вацлава I. Поселение было построено на Янтарном пути, соединяющем Средиземное море и побережье Балтийского моря. До 1918 года входил в состав Австрийской империи.

## Достопримечательности
- Замок XIV-го века с парком в английском стиле, который был заложен в начале XVIII-го века.
- Ратуша (1559)
- Церковь Вознесения Святого Креста (1724—1730)
- Подвесной мост через реку Свратка (однопролётный, с пролётом 51 м, подвешен на уклонном пилоне).

Источник: Чешское статистическое управление

## Население
| Год  | Численность | Численность |
| ---- | ----------- | ----------- |
| 1869 | 2826        | [ 5 ]       |
| 1880 | 2651        | [ 5 ]       |
| 1890 | 2635        | [ 5 ]       |
| 1900 | 2613        | [ 5 ]       |
| 1910 | 2514        | [ 5 ]       |
| 1921 | 2562        | [ 5 ]       |
| 1930 | 2764        | [ 5 ]       |
| 1950 | 2508        | [ 5 ]       |
| 1961 | 2782        | [ 5 ]       |
| 1970 | 2855        | [ 5 ]       |
| 1980 | 3443        | [ 5 ]       |
| 1991 | 3251        | [ 5 ]       |
| 2001 | 3087        | [ 5 ]       |
| 2014 | 3659        | [ 6 ]       |
| 2016 | 3773        | [ 7 ]       |
| 2017 | 3803        | [ 8 ]       |
| 2018 | 3796        | [ 9 ]       |
| 2019 | 3826        | [ 10 ]      |
| 2020 | 3834        | [ 11 ]      |
| 2021 | 3823        | [ 12 ]      |
| 2022 | 3679        | [ 13 ]      |
| 2023 | 3702        | [ 14 ]      |
| 2024 | 3673        | [ 3 ]       |

## Города-побратимы
- Гбелы (Словакия)

## Галерея

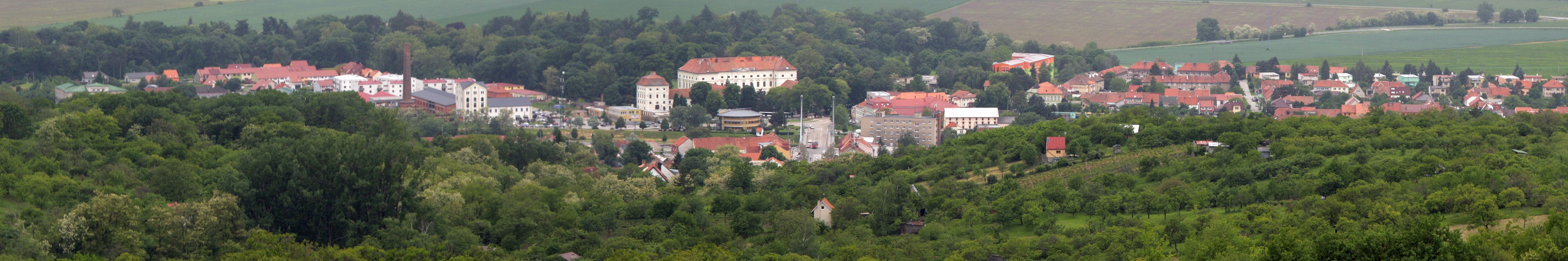
Панорама Жидлоховице со смотровой башни Akátová, в центре замок

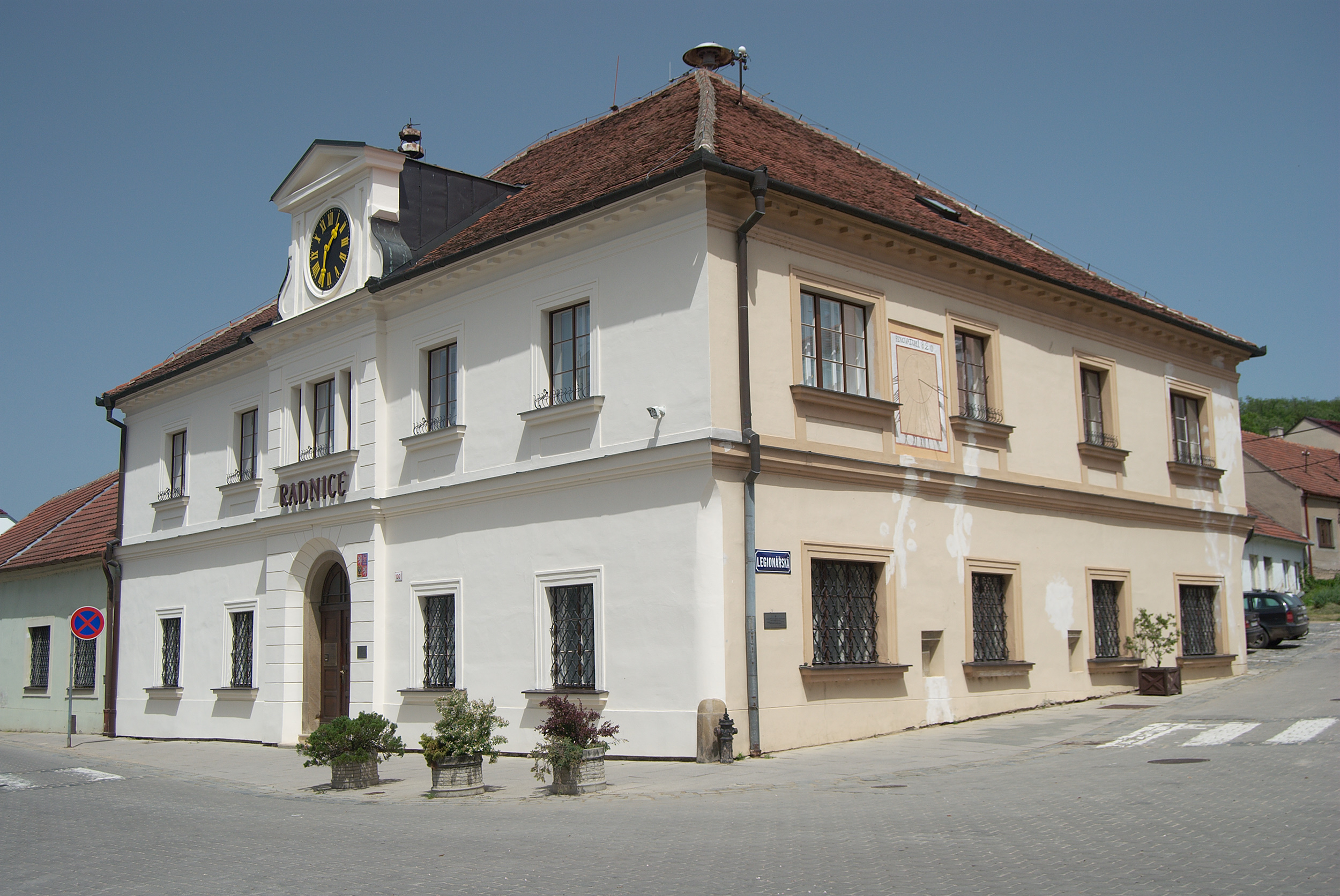
Магистрат
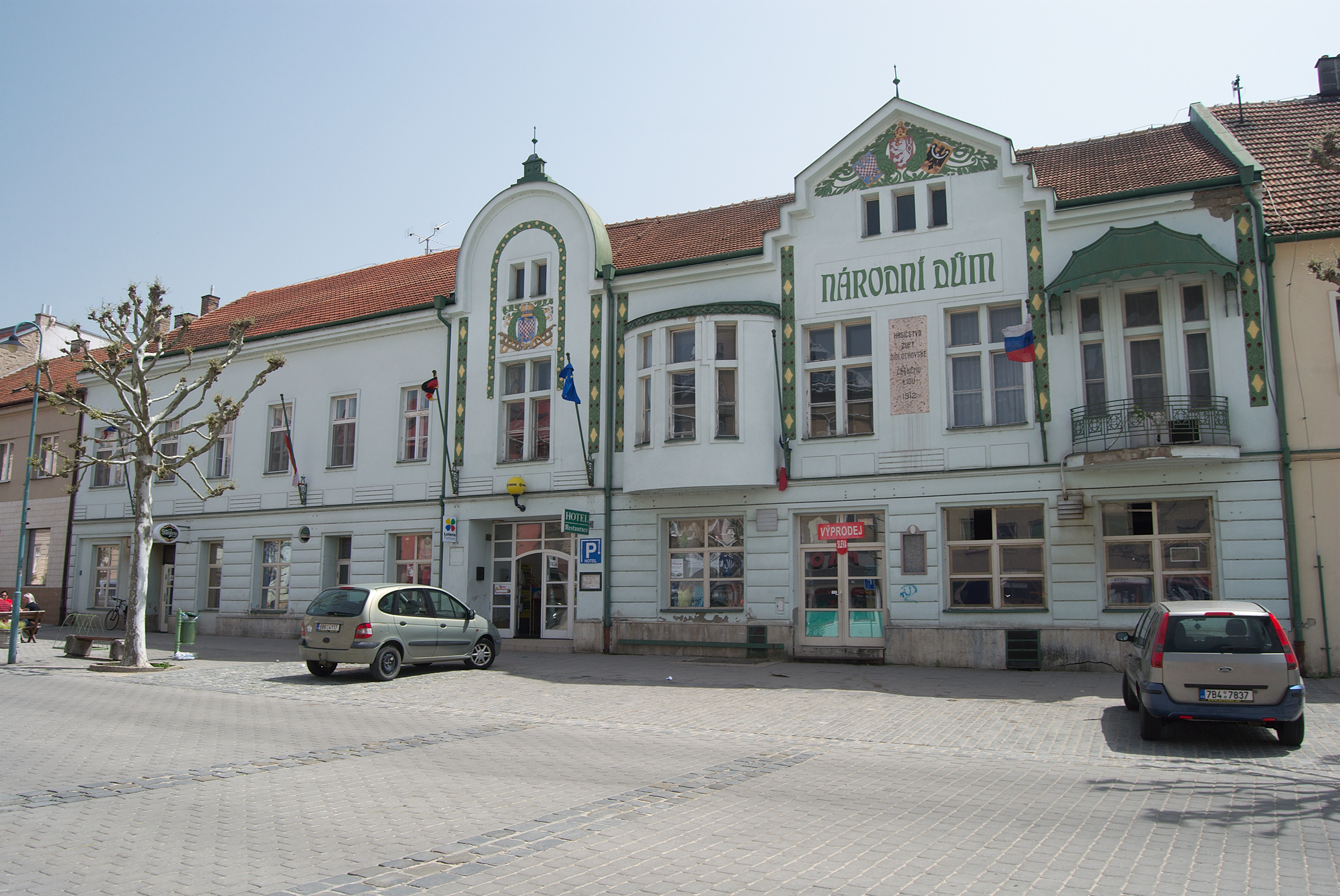
Народный дом
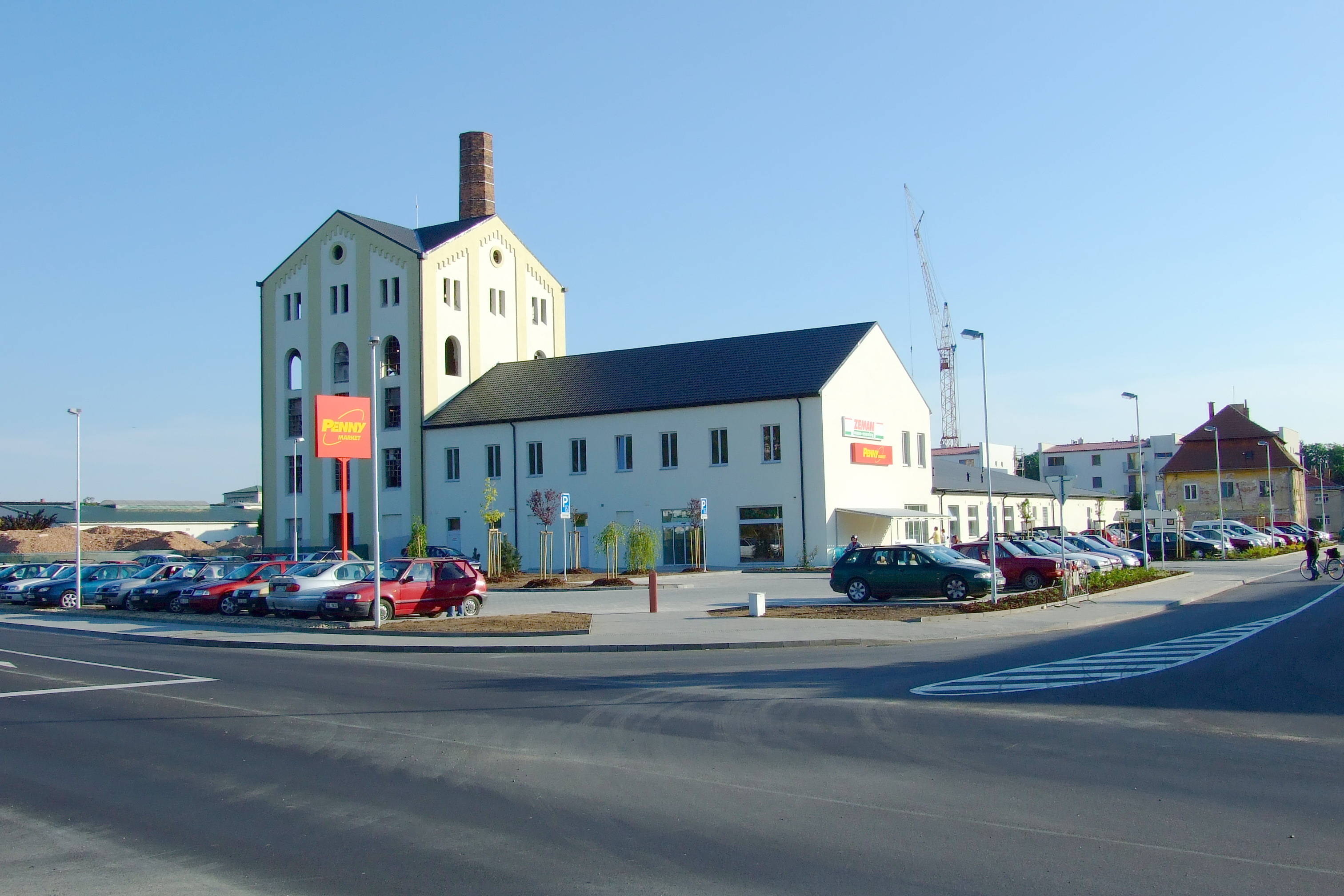
Бывший сахарный завод
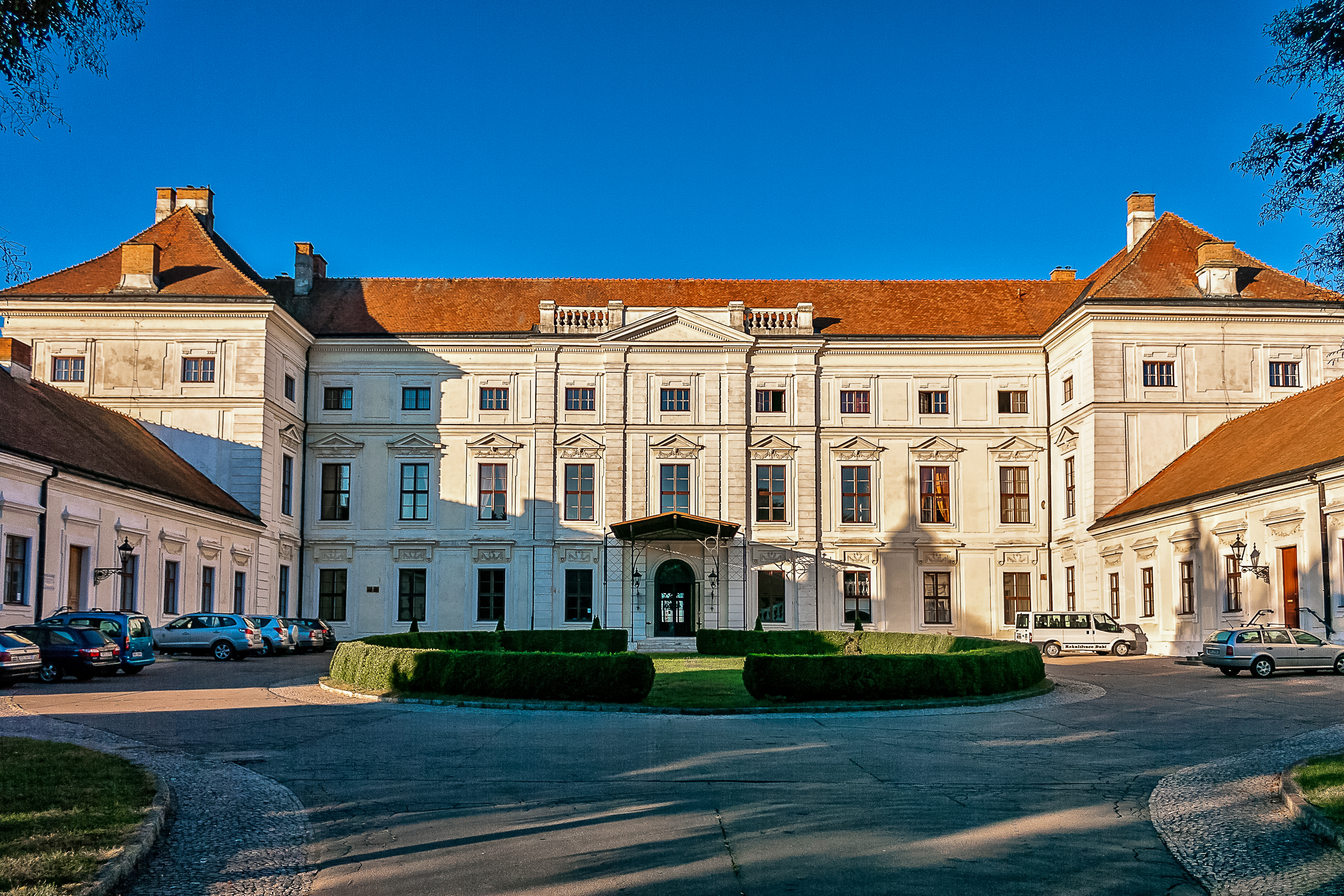
Замок
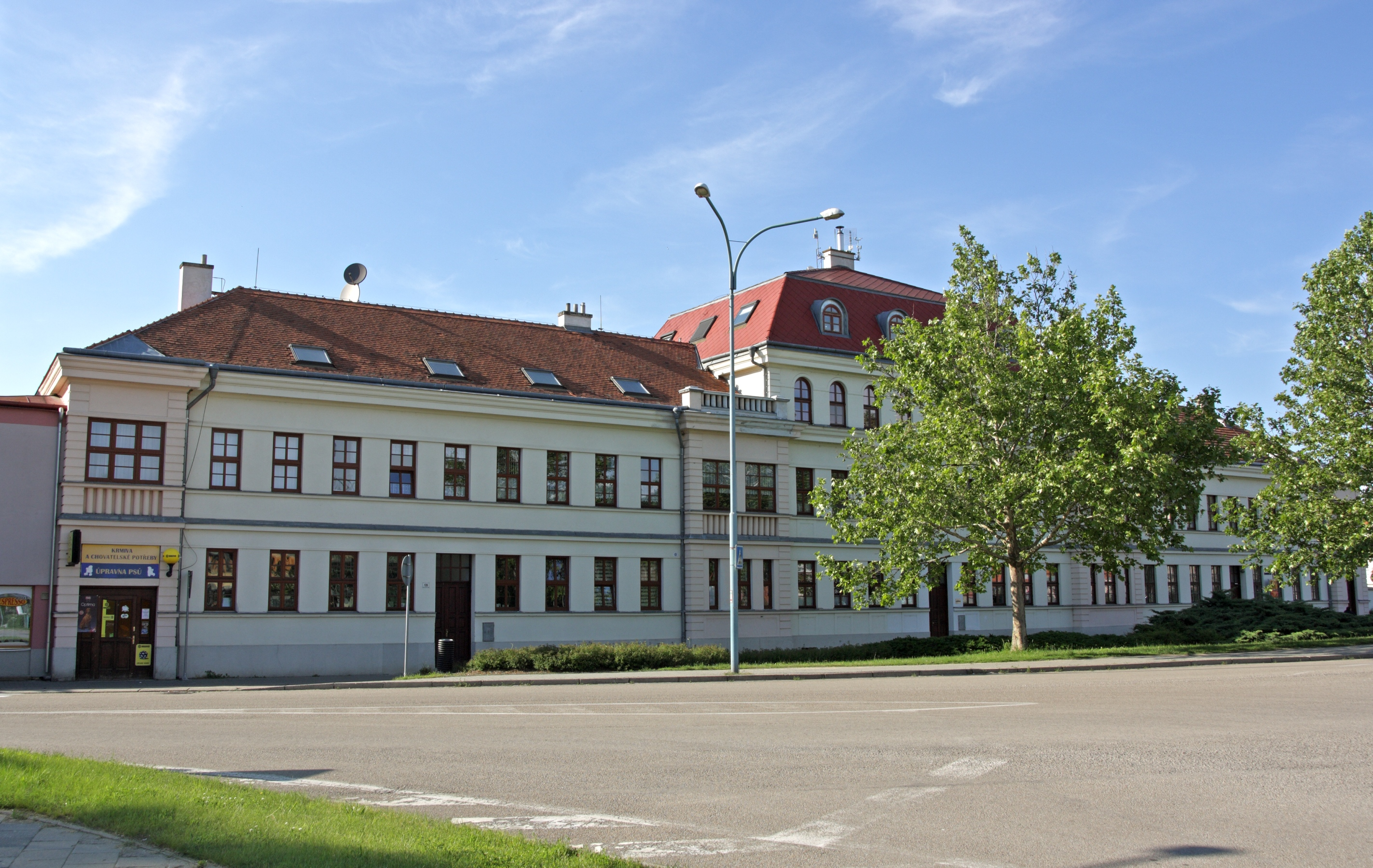
Здание почты
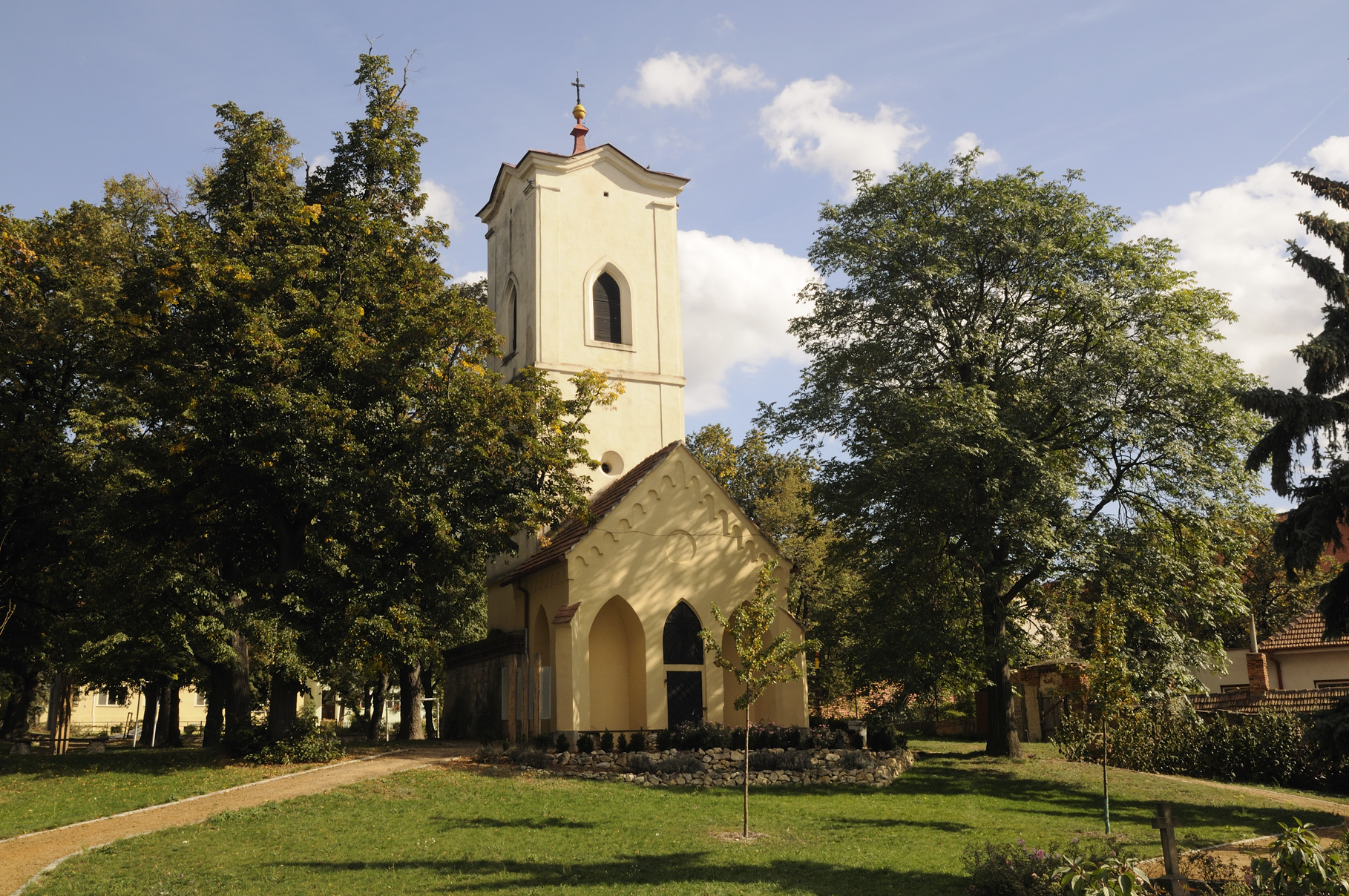
Колокольня костёла святой Варвары
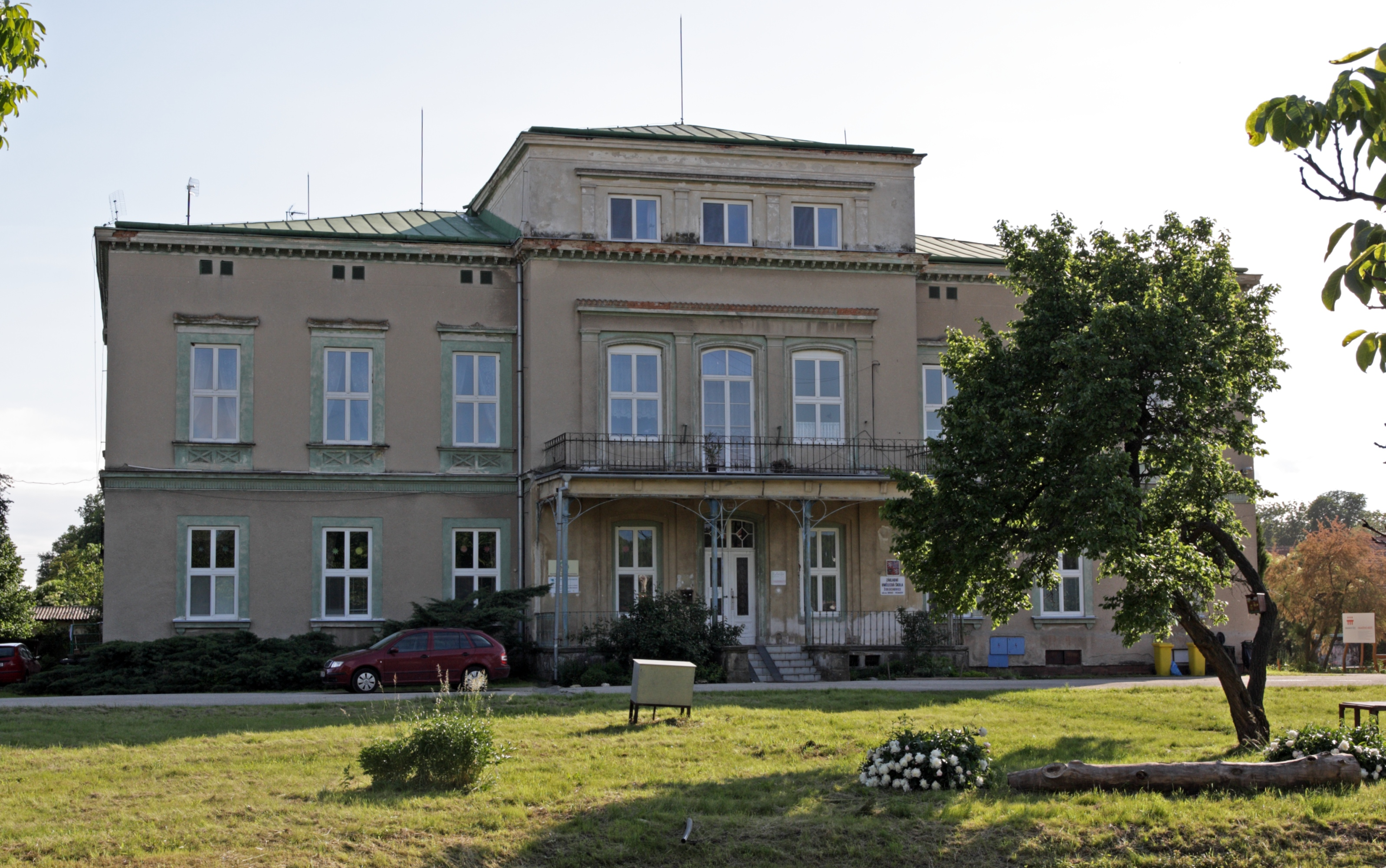
Вилла Роберта
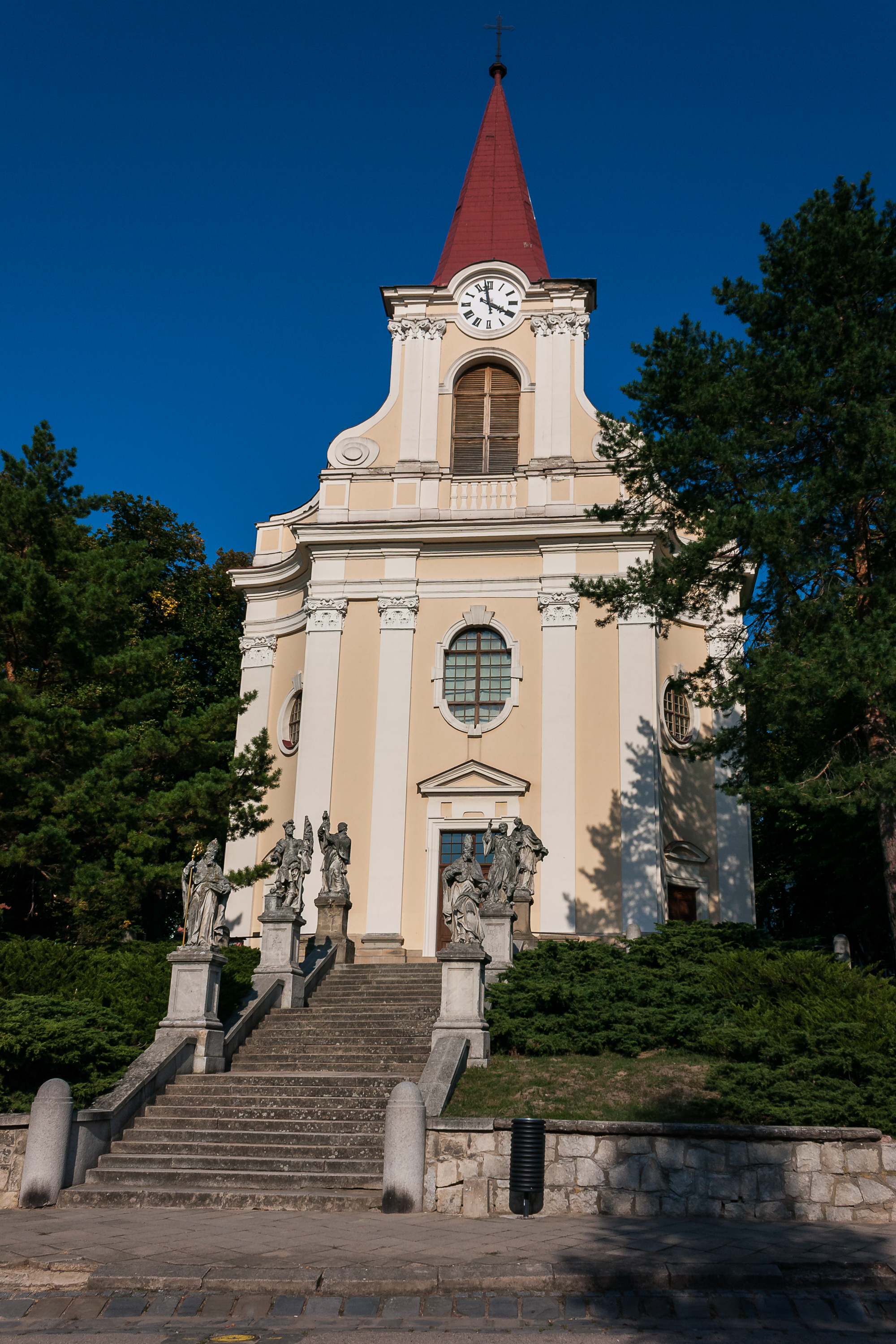
Церковь Вознесения Святого Креста
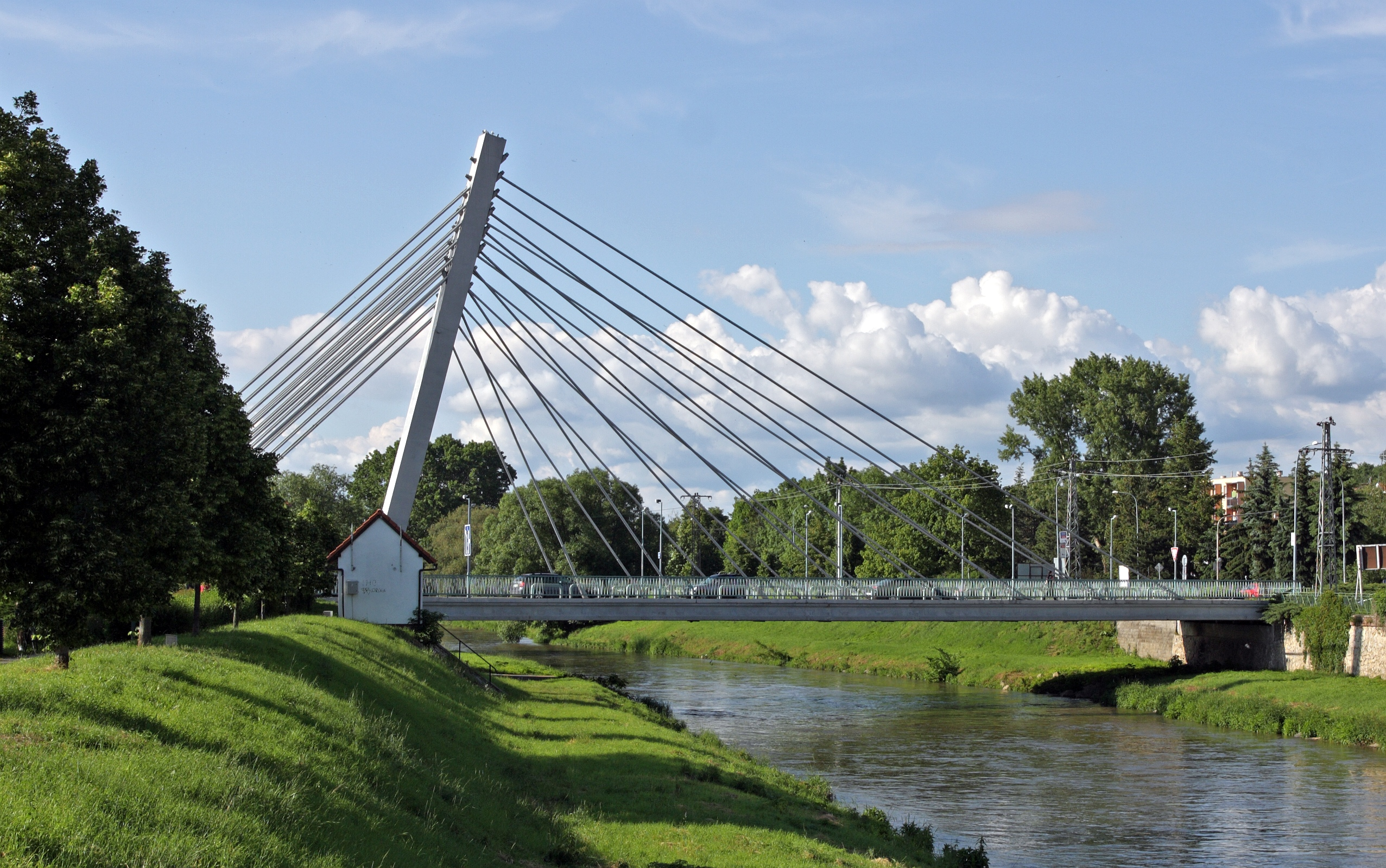
Подвесной мост через Свратку
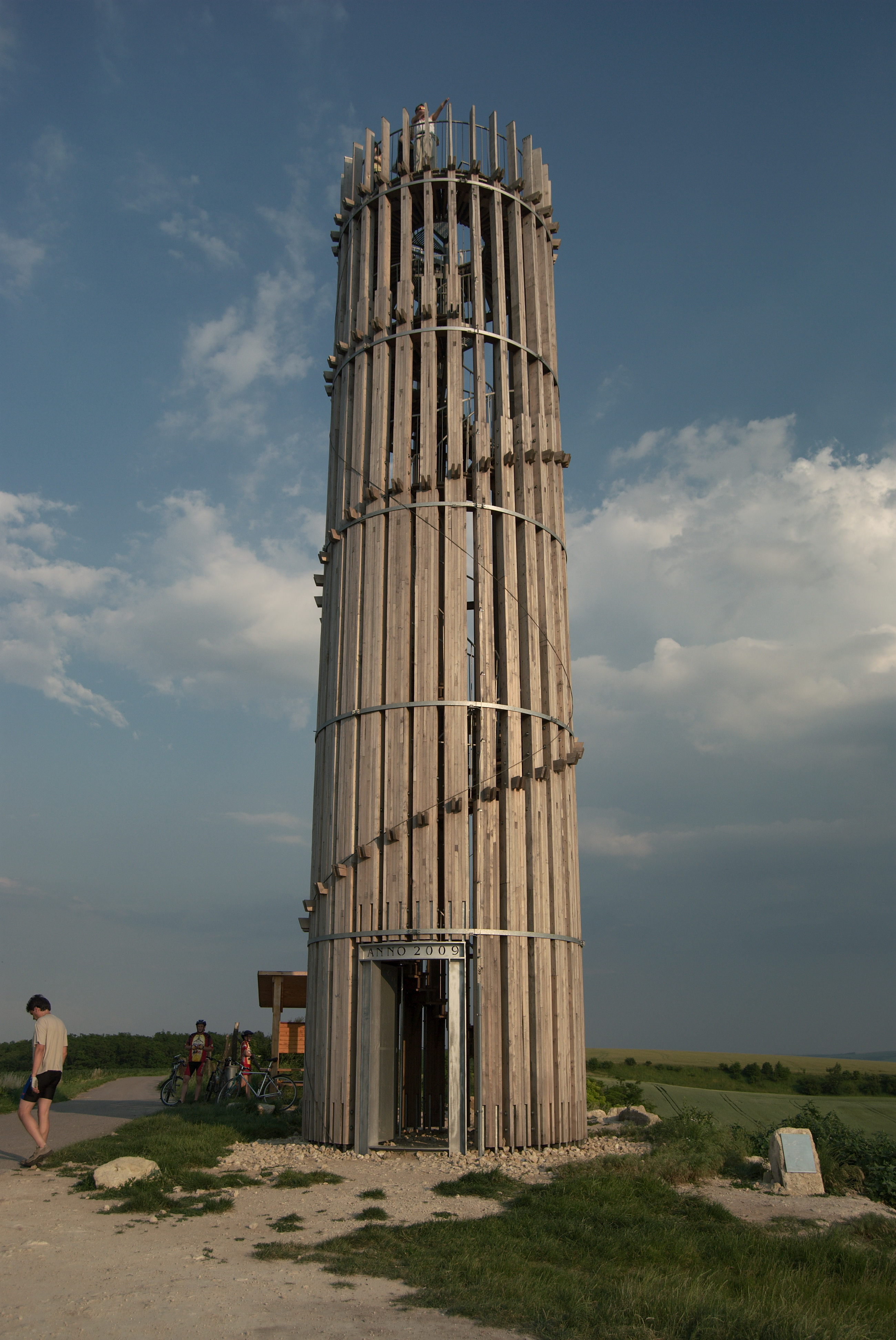
Смотровая башня Akátová